# Флавій Аецій
Фла́вій Ае́цій (лат. Flavius Aetius, близько 391 — 21 вересня 454) — полководець і дипломат гесперійського (західного римського) імператора Валентініана III, консул 432, 437, 446 років. Історики часто називають його «останнім римлянином», маючи на увазі, що він був останнім здібним полководцем імперії, здатним відбивати напади варварів.
За походженням Аецій був напівримлянином. Батько його Флавій Гауденцій був скіфом чи мезом на римській службі, мати римлянкою. Піднявся після загибелі його суперника в імперії Боніфація у 432 році.
Аецій відбив напади на Гесперію племен вестготів, франків, бургундів, придушив повстання в Галлії.
451 року в бою на Каталаунських полях Аецій разом з Теодоріхом завдав поразки гунам на чолі з Аттілою.
Аеція вбив імператор Валентиніан III, підозрюючи в змові проти себе, а вже наступного року Рим був розграбований вандалами. Ще через 20 років впала і сама Гесперія.

## Ранні роки

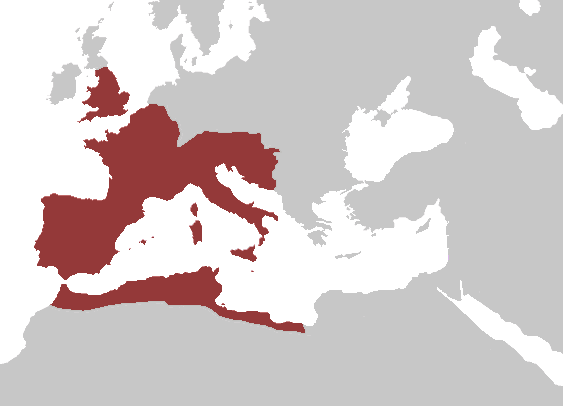
Західна Римська імперія на початку V століття

Флавій Аецій народився в 390-х роках в Дуросторі (Durostorum, суч. Болгарська Сілістра), місті на нижньому Дунаї. Його батьком був магістр кінноти Гауденцій, представник місцевого знатного роду, мати була зі знатної багатої родини з Італії.
Сім'я Гауденція користувалася впливом в Римі, його сина Аеція хлопчиком взяли в охоронці до римського імператора Гонорія. Коли в 408 році Гонорій стратив свого головнокомандувача військ Стиліхона, то вождь вестготів Аларіх зажадав від імператора укласти мирну угоду, для чого римляни мали виплатити данину і обмінятися з вестготами знатними заручниками. Одним з них повинен був стати Флавій Аецій, який до цього часу вже провів у заручниках 3 роки спочатку у вестготів, а потім у гунів.
Згодом Аецій одружився з дочкою знатного гота Карпіліона, мав від неї сина Карпіліона і досяг поста начальника імператорської гвардії (comes domesticorum). У 423 році помер імператор Гонорій. Владу в Равенні (столиці Гесперійської імперії) захопив за підтримки полководця Кастина начальник канцелярії Флавій Іоанн, який призначив Аеція доглядачем свого палацу (cura palatii).
Григорій Турський, цитуючи праці історика Рената Фрігеріда (його твір не збереглося), так охарактеризував зовнішність і характер Аеція:

«Він був середнього зросту, міцний, гарного складання, тобто не кволий і не огрядний; бадьорий, повний сил, стрімкий вершник, вправний стрілець із лука, невтомний в метанні списа, вельми здатний воїн і прославлений у мистецтві укладати мир. У ньому не було ні краплі жадібності, ні найменшої жадібності, від природи був добрим, не дозволяв поганим порадникам відводити себе від наміченого рішення; терпляче зносив образи, був працьовитий, не боявся небезпек і дуже легко переносив голод, спрагу і безсонні ночі».

## Служба Іоанну та перші Галльські кампанії
Східна Римська імперія (Візантія) не визнала узурпатора Іоанна. У 424 році імператор Феодосій II послав до Італії військо, щоб віддати римський трон своєму двоюрідному братові Валентиніану. Про участь Аеція в подіях розповів Григорій Турський з посиланням на втрачену працю Рената Фрігеріда:

«Іоанн, спонукуваний цим, послав Аеція, який у той час був наглядачем палацу, з великим вантажем золота до гунів, відомим Аецію ще з того часу, коли він був у них заручником, і пов'язаним з ним тісною дружбою, і наказав йому: як тільки ворожі загони вторгнуться до Італії, він повинен напасти на них з тилу, тоді як сам Іоанн вдарить їм в лоб»

Аецій повернувся з 60-тисячним військом гунів і брав участь у битві проти Аспара, візантійського воєначальника. Однак поява Аеція була запізніла, Іоанн вже зазнав поразки і був страчений за 3 дні до повернення Аеція.
23 жовтня 425 року 7-річного Валентиніана проголосили в Римі імператором, фактично ж почала правити як регент його мати Галла Плацидія. Аецій визнав владу Плацидії, гуни з багатими дарами були відіслані додому, а сам Аецій отримав пост командувача армією в Галлії (comes et magister militum per Gallias).
Перемогами в Галлії Аецій зміцнив своє становище. У 426 році він відкинув вестготів від Арелату, в 428 році відбив у франкського короля Хлодіона частину земель уздовж Рейну, в 430 розбив ютунгів у Реції, в 431 розбив кельтське плем'я нориків в Норіку. У 429 році Аецій отримав вищий військовий титул magister militum (головнокомандувача військ), після чого в наступному році виступив проти колишнього володаря цього титулу Флавія Фелікса. За хронікою Проспера Аецій стратив суперника, звинувативши його в змові.
Побоюючись надмірного посилення Аеція, Галла Плацидія намагалася протиставити йому іншого полководця, намісника в Північній Африці Боніфація. Про боротьбу між двома воєначальниками за вплив на Плацидію докладно розповів Прокопій Кесарійський. У 432 році, зазнавши поразки від вандалів, Боніфацій за викликом Плацидії з'являється в Італії, де між ним і Аецієм розгорілася справжня війна («ingens bellum»). У битві Боніфацій отримав смертельну рану і помер через 3 місяці. Однак бій було виграно військами Боніфація, і Аецій віддалився до себе в маєток, де на нього було здійснено замах неназваними ворогами. Тоді Аецій втік до гунів в Паннонію, і при їх підтримці зміг повернути собі посаду головнокомандувача гесперійської армії, вигнавши з цього поста зятя Боніфація Себастьяна.
З 432 року і до самої смерті в 454 році Аецій фактично здійснював зовнішню політику Гесперії при імператорі Валентиниані, який по відгуку Прокопія не цікавився державними справами, воліючи віддаватися «усіляким порокам». У 432 році Аецій вдруге одружився з вдовою Боніфація, вандалкою Пелагеєю, від якої мав сина Гауденція.

## Кампанії проти бургундів, багаудів і вестготів
5 вересня 435 року Аецій удостоївся вищого аристократичного титулу патриція, з'єднавшись таким чином з родовитою римською знаттю. Західна Римська імперія в ці роки втрачала віддалені провінції під напором германців. У 429 році в Північній Африці, переправившись з Іспанії, висадилися вандали. Після низки поразок римляни за мирним договором 435 року визнали захоплення ними східної Нумідії, проте в порушення угоди Гейзеріх захопив у 439 році Карфаген, заснувавши з цього року Королівство вандалів і аланів. Аецій не мав сил для відсічі вандалам, так як направив всі зусилля на утримання територій в Галлії.
У 436 році Аецій розбив бургундів на Рейні, примусивши їх до прийняття римських умов миру. Наступного року можливо на його прохання гуни завдали нищівного удару по королівству бургундів, перебивши 20 000 з них і зігнавши інших вглиб Галлії, де Аецій у 443 році відвів їм землю на середній Роні (в ділянці сучасного кордону Франції та Швейцарії).
У 435–437 роках центральні райони Галлії стрясає повстання багаудів і рабів. Повстання придушене тільки після упіймання вождя повсталих Тібато.
Найбільш грізним ворогом римлян в Галлії стало Аквітанське королівство вестготів на заході Галлії. Король Теодоріх I облягав в 436 році Нарбонну, але за допомогою гунських загонів воєначальник Аеція Літорій зняв облогу. У наступному році Літорій знову бився з вестготами і потрапив у полон, де помер. Завдяки дипломатії Аеція, з вестготами вдалося укласти мир, завдяки чому  нового воєначальника в Галлії - Астурія послали у іспанську провінцію Тарракона для придушення там повстання багаудів.
Король вандалів Гейзеріх, що зміцнився в Африці, почав здійснювати морські набіги по всьому Середземномор'ю. Висадившись в 440 році на Сицилії, він створив загрозу півдню Італії. Аецій відправив проти Гейзериха військо з Іспанії на чолі з Себастьяном, якого за 8 років до того вигнав з посади головнокомандувача римських сил. Гейзерих покинув Сицилію, проте Себастьян перейшов на бік вандалів.
Головною метою Аеція став захист власне Італії від хвилі переселень варварських племен. Коли мешканці Британії, яку в 407 році покинули останні римські легіони, звернулися до нього наприкінці 440-х років з проханням про допомогу проти руйнівних набігів диких піктів і скотів, Аецій їм відмовив.

## Війни з гунами

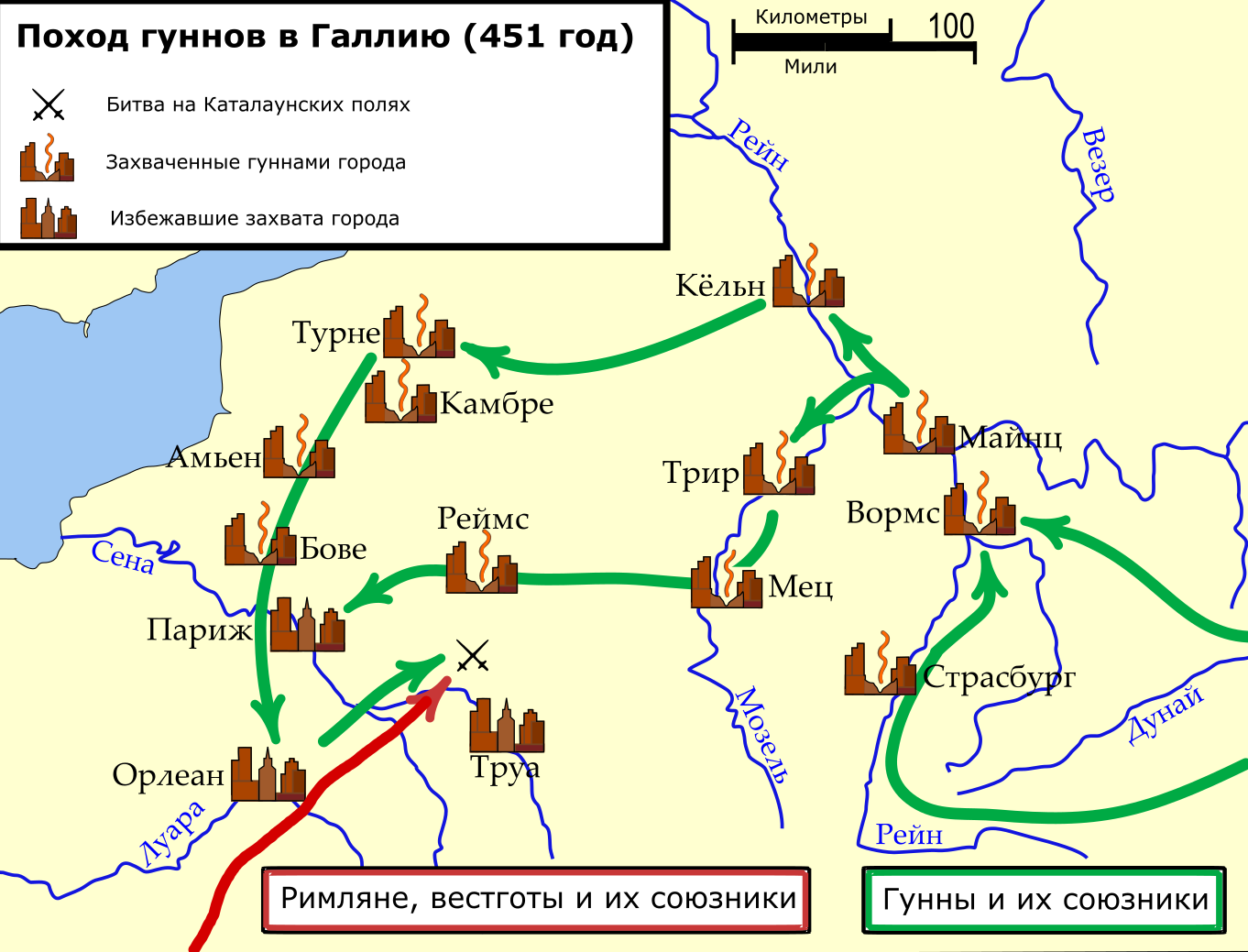
Ймовірний шлях (похибка: 20 км) сил гунів під час їх вторгнення в Галію, що привів до Битви на Каталаунських полях

У 440-ві роки гуни вели великі війни на території Східної Римської імперії (Візантії), але Аецію успішною дипломатією, частковими поступками земель в Паннонії і щедрими подарунками вдавалося утримувати їх від набігів на Італію. Він посилає Аттілі грамотного секретаря Константія, а після його страти іншого секретаря, відправляє вождю гунів сина Карпіліона як заручника, [23] а у відповідь сам отримує подарунки від Аттіли.
Проте все одно в 451 році Аттіла вирішив атакувати Галлію. Причини, хід вторгнення і бойові дії описані в статті Битва на Каталаунських полях. Перед лицем спільного ворога Аецій зумів створити коаліцію з колишнім супротивником, королем вестготів Теодоріхом, і залучити до війни проти гунів ряд варварських племен. У грандіозній битві на Каталаунських полях Аттіла якщо і не зазнав розгрому, однак зазнав важких втрат і був змушений відступити з Галлії. На думку Пріска у викладі Йордана Аецій мав можливість добити ослабленого Аттілу, який в оточенні вже приготувався до ритуального самогубства, але Аецій вирішив, що краще зберегти (розгромлених на його думку) гунів як противагу дедалі сильнішим візіготам. Проте результат генерального бою прославив полководця Аеція в пізньої історіографії як переможця Аттіли і рятівника християнської Європи.
У результаті помилкового рішення Аеція Аттіла, відновивши сили, в 452 році напав на північну Італію зі сходу. Пожертвувавши територією країни на північ від річки По, Аецій не допустив прориву гунів вглиб Апеннінського півострова. Візантійські війська прийшли на допомогу Риму, і гуни, які потерпіли від епідемії чуми, покинули Італію. Католицька історіографія, починаючи з Проспера, приписує заслугу у відході гунів переговорам Папи Римського Лева I з Аттілою. Одночасно секретар папи Лева Проспер залишив різко негативний відгук про командування Аеція в цей рік:

«Після того як Аттіла впорався з втратами, понесеними в Галлії, він зважився атакувати Італію через Паннонію. Наш командувач [Аецій] не вжив ніяких заходів, які він здійснив у першій війні, навіть не захистив проходи в Альпах, де ворог міг бути зупинений. Мабуть, він був зайнятий тільки однією надією — бігти з Італії разом з імператором. Але оскільки це здавалося настільки ганебним і небезпечним, то почуття честі подолало страх.

У наступному році Аттіла помер, а ще через рік імператор Валентиніан власноручно вбив Аеція.

## Вбивство Аеція
У 453 році Аецій заручив свого сина Гауденція з дочкою імператора Валентиніана Плацідією. Можливо, майбутня спорідненість з імператорською сім'єю прискорила падіння полководця. За словами Прокопія, Валентиніан вирішив усунути прославленого воєначальника „тільки тому, що Аецій володів силою і доблестю, а не на якій-небудь іншій підставі.“.
Прокопій та Іоанн Антіохійський, мабуть, на підставі єдиного джерела передали наступну версію вбивства Аеція. Римський сенатор Петроній Максим був принижений і ображений імператором Валентиніаном, який обманом заманив в палац і зґвалтував його дружину. Побоюючись вірного Валентиніану Аеція, Максим як перший крок до помсти вирішив усунути його. За допомогою довіреного євнуха імператора Іраклія Максим постарався переконати Валентиніана у підготовці Аецієм перевороту.
Підозрілий імператор викликав 21 вересня 454 року полководця в палац для доповіді про збір податків, а потім несподівано напав на нього з мечем в руках. Після того, як Валентиніан за допомогою Іраклія зарубав Аеція, він запитав у однієї людини: „Чи не правда, смерть Аеція прекрасно виконана?“ Той відповів: „Прекрасно чи ні, я не знаю. Але я знаю, що ви лівою рукою відрубали собі праву.“
Історики після V століття, які побачили падіння Західної Римської імперії всього через 2 десятиліття після смерті Аеція, високо оцінили роль і заслуги Аеція у справі збереження імперії. Павло Диякон висловив це такими словами:

„Так загинув Аецій, войовничий чоловік і колись жах могутнього короля Аттіли, а разом з ним впала і Західна імперія, і благо держави, і їх вже більше не вдалося відновити“.

## В культурі
Аецій є головним героєм творів письменника Теодора Парницького "Аецій - останній римлянин» (1936, Львів) та «Смерть Аеція» (1966)